# آره هینوه
آره هینوه (انگلیسی: Aare Heinvee؛ زادهٔ ۲۷ سپتامبر ۱۹۵۶) سیاستمدار و نماینده سابق مجلس اهل استونی است.